# 인디애나폴리스 500

인디애나 폴리스 500의 로고

인디애나폴리스 500마일 자동차 경주(Indianapolis 500-Mile Race)는 인디 500(Indy 500)이라고도 불리며 매년 메모리얼 데이가 껴있는 주말에 인디애나주의 인디애나폴리스 내의 스피드웨이라는 지역에 있는 인디애나폴리스 모터 스피드웨이에서 개최되는 미국의 오픈휠 자동차 경주 대회이다. 1911년 국제 500 마일 스윕스테이크 자동차 경주(International 500-Mile Sweepstakes Race)란 이름으로 처음 개최된 이래로 깊은 역사를 자랑하며, 인디카의 어원이기도 하다.
인디 500은 인디 레이싱 리그(IRL)의 핵심이 되는 이벤트 대회이면서, 하루 동안 열리는 자동차 경주 대회 중 가장 규모가 크게 열리는 이벤트 대회이기도 하다. 우승 상금은 정해지지 않고 상금 총액 기준으로 최저 100만 달러에서 800만 달러 이상에 이르는데, 이는 우승자의 경주 내용이 우수할 경우 우승 상금이 늘어나는 운영방식을 채택하고 있기 때문이다.
참가 가능한 자동차의 형식은 오픈휠, 일인승이고 시판 차량의 엔진을 기반으로 자연흡기식 4,000씨씨 V8 엔진이 장착되어야 한다.
경기 규칙은 인디애나폴리스 모터 스피드웨이의 200바퀴에 해당하는 거리인 500마일(약 800킬로미터)을 누가 가장 빨리 달리는가이다.

## 전통
인디 500은 오랜 역사를 자랑하고 있기 때문에 해를 거듭하면서 몇가지 전통이 이어져 내려오고 있다. 인디 500에 좋아하는 수많은 팬들을 위해 이 전통들은 경주에 있어서 매우 중요하다.

## 백미러의 기원
첫 대회가 열리던 당시에는 이인승으로 정비사가 운전자와 함께 탑승해 차량의 상태를 점검하고 후방의 상황을 운전자에게 알려주는 역할을 담당했었다. 그러나 레이 하륜(Ray Harroun)은 일인승 경주용 자동차를 직접 설계, 제작하고 아내의 화장 거울에서 힌트를 얻어 최초로 백미러를 장착해 대회에 참가하여 결국 우승까지 차지했다.